# Коротков Георгій Йосипович
Коротков Георгій Йосипович (17 листопада, 1923 — 21 липня, 2001) скульптор з міста Маріуполь, майстер декоративно-ужиткового мистецтва України.

## Життєпис

### Дитинство і навчання
Народився в місті Маріуполь. Походить з родини моряка. Батько Йосип Коротков — загинув у війні 1941—1945 рр.
Малював з дитинства. Перші навички художньої майстерності отримав від місцевого архітектора, яким був тоді Нікаро-Карпенко Микола Йосипович. Малюнок та основи композиції йому передав колишній викладач зі Львова, художник, що навчався в Ленінграді — Бендрик Микола Кузьмич (1914—1993).
У 1954 р. навчався у Московському інженерному інституті імені Моссовєта, але через матеріальну скруту покинув навчання. Надію мати вищу освіту здійснив через 10 років і закінчив місцевий металургійний інститут у 1962 р.

### Творчі роки
Працював на місцевих заводах — Металургійному імені Ілліча та машинобудівному — Азовмаш. Але не полишав творчості. У вільний час займався чеканкою, живописом, різьбленням. Через деякий час прийшов до різьблення з дерева, що стало головним напрямком діяльності митця з 1970-х рр.
Провіційна віддаленість від великих мистецьких центрів не давала широкої можливості знайомства з творами інших скульпторів, що теж працювали з деревом в 20 ст. Серед них — росіянин Коньонков Сергій Тимофійович та італієць Аугусто Мурер. Але багато чого компенсували самоосвіта та наполеглива праця роками. Коротков зосередився на історичній та побутовій тематиці. Брався і за анімалістичний жанр.

### Родина
Був одружений. Дружина працювала на будівництві і мала відношення до реставрацції архітектурного декору. Дочка — Ірина Гергіївна.

### Смерть
В похилому віці страждав на хворобу серця, переніс інфаркт. Помер в місті Маріуполь в липні 2001 р.

## Матеріал
Майстер пройшов через власний етап пошуків і опанування художніх технік, працював графіком, в техніках гуаш, акварель, олійні фарби. Як скульптор використовував деревину липи, сосни, тополі, але надавав перевагу деревині кедра. Готові твори вкривав тонким шаром віску.

## Творчий спадок
Творчий спадок митця не пропав. Більшість творів майстра залишилась в місті, де працювала галерея скульптур митця. Частка творів придбана колекціонерами та вивезена за кордон. Творчим спадком скульптора нині опікується керівництво Маріупольського державного університету, колишнім випускником якого (як металургійного інституту) і був Коротков Георгій Йосипович. Місцевий університет віддав під експозицію творів Георгія Короткова залу, наближену до відвідин студентів навчального закладу і гостей міста, бо приміщення розташоване в історичному центрі міста.

### Вибрані твори
- - Рельєфи
- «Куликовська битва»
- «Богоматір з немовлям»
- «Великий шлях греків у Приазов'є»
- «Таємна вечеря»
- «Покладання Христа у гроб»
- «Запеклий бій»
- «Античні рибалки»
- «Полювання на кабана»
- «Амазонки»
- «Котк-охоронкць»
- «лисиця і хуравель»
- «Античний герой»
  - Скульптура
- «Св. Георгій»
- «Князь Ігор»
- «Князь Олександр Невський»
- «Сергій Радонезький»
- «Поет Олександр Пушкін»
- Дерев'яний дзвін.
- «Розгублений холостяк»
- «Селянин»
- «Ветеран»
- Гусляр»
- «Селянка»
- «Князівна»
  - Живопис
- «Автопортрет»
- «Двобій»
- «Портрет дружини»
- «Студентка»
- «Портрет сестри»
- «Приморське місто»